# Ск'юб

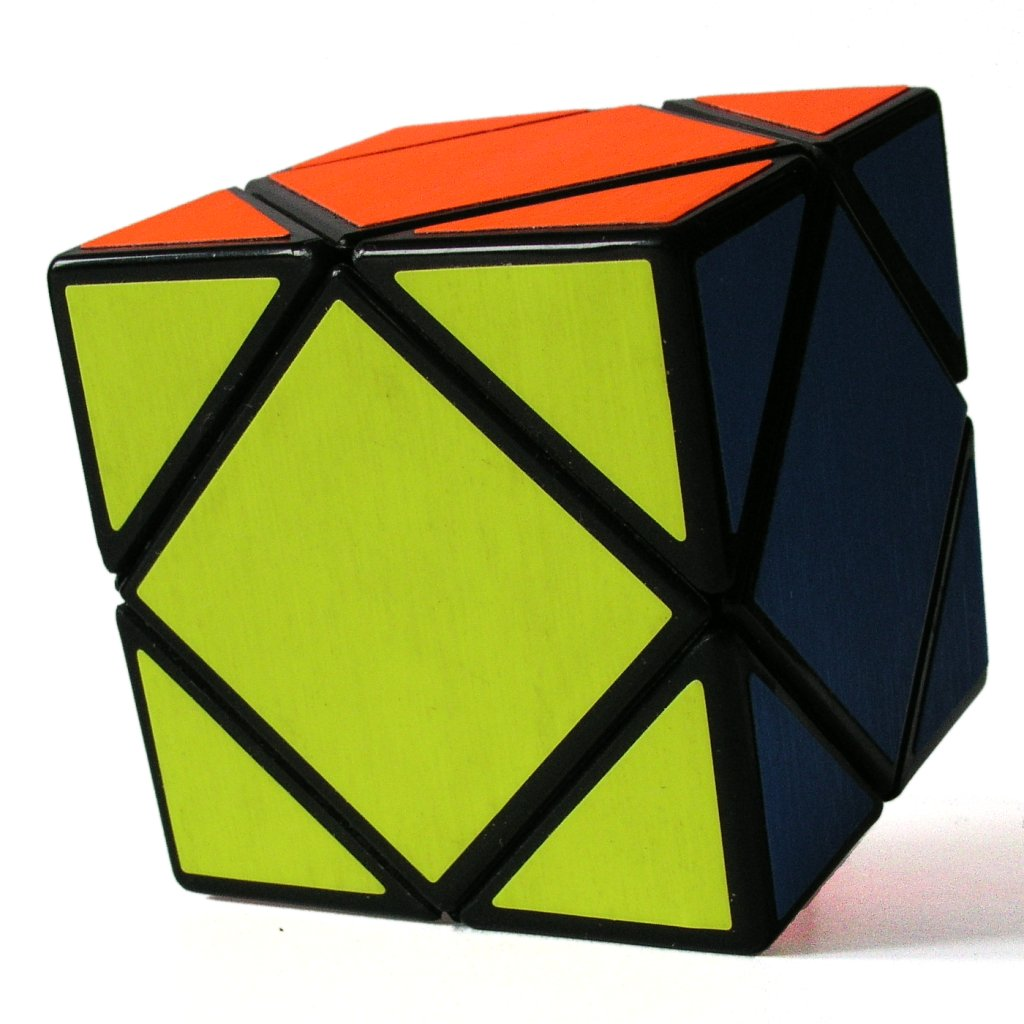
Ск'юб у зібраному стані

Ск'юб (англ. Skewb) — механічна головоломка в стилі кубика Рубіка, яка складається з частин, що обертаються і таким чином змінюють своє положення. Його назва походить від англійських слів skew (скривлений) та cube (куб). Ск'юб винайшов англійський журналіст Tony Durham та популяризував Uwe Meffert, і спочатку він мав назву «Кубик-пірамідка» (англ. Pyraminx Cube). Douglas Hofstadter вигадав слово «Skewb», яке вперше вжили у статті журналу Scientific American у липні 1982 року.

## Опис
На відміну від кубика Рубіка, в якому обертання відбувається за шістьма вісями паралельно граням кубика, у ск'юбі обертання відбувається за чотирма вісями паралельно діагоналям куба. Рухомими елементами ск'юба є вісім трикольорових кутових елементів та шість одноколірних центрів квадратної форми. Положення центрів у ск'юбі не є сталим. Попри свою кубічну форму, ск'юб має більше спільного з пірамідкою, ніж з кубиком Рубіка. Одне обертання також відбувається паралельно кутовому елементу та здійснюється на 120 градусів. При кожному обертанні ск'юба відбувається рух чотирьох кутових елементів та трьох центрів.

## Рекорди

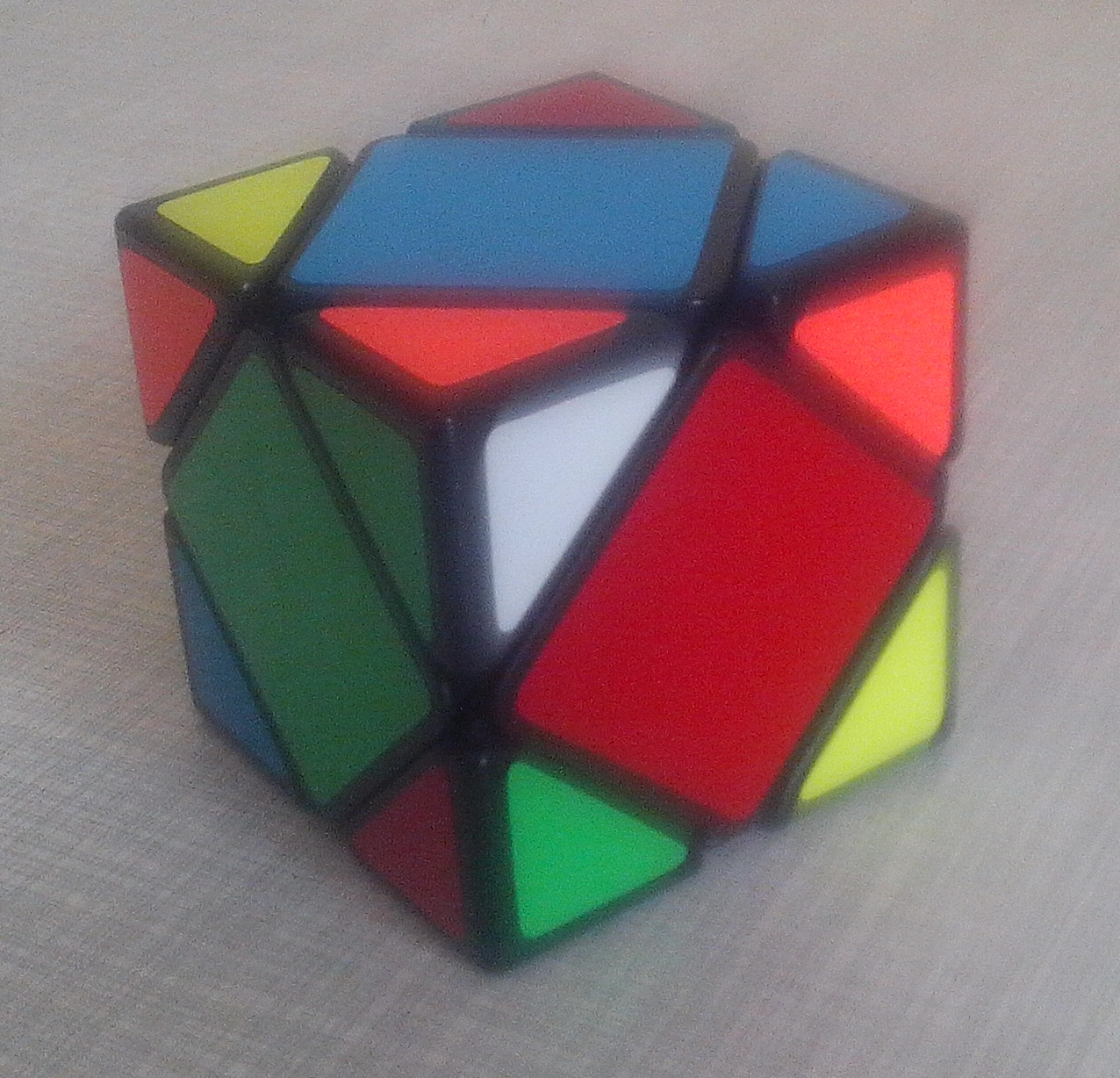
Ск'юб у незібраному стані

Ск'юб став вісімнадцятою дисципліною, включеною до переліку офіційних World Cube Association 01.01.2014 і саме з цього часу почалася фіксація часу збірок.
На 12.07.2019 світовий рекорд в одинарній спробі, який належить австралійцю Ендрю Хуангу (Andrew Huang) і становить 0.93 с, був встановлений під час змагань WCA World Championshp 2019.
Світовий рекорд у середньому часі збирання з п'яти спроб (відкидаються найгірша та найкраща спроби) належить Лукашу Бурлізі(Łukasz Burliga), який зібрав ск'юб за середній час 2.03 с на змаганнях CFL Santa Claus Cube Race 2017.
Серед українців найкращий час 1.32 с в одинарній спробі показав Ігор Кастранець з Тернопільщини (с. Білобожниця, Чортківський р-н) на змаганнях Frankivsk Open 2019.
У середньому часі збирання рекорд України 2.51 с. встановив Михайло Лагойда на змаганнях Frankivsk Open 2019.

## Збирання
Завдяки незвичному обертанню частин ск'юба він справляє враження складної головоломки, але насправді такою не є. Існують 3 149 280 різних положень ск'юба, що для головоломок такого типу є відносно невеликим числом і комп'ютер може знайти оптимальний алгоритм розв'язання. Максимально необхідна кількість обертів для збирання головоломки з будь-якого положення — 11.
На практиці для збирання головоломки початківці можуть використовувати лише три формули, дві з яких є інтуїтивними та потрібні для орієнтації кутових елементів першого шару. Третя формула, відома серед швидкуберів як «четвірка» або «піф-паф», використовується на другому етапі збірки для орієнтації кутових елементів другого шару та на третьому етапі для перестановки центрів. Для збірки ск'юба на швидкість застосовуються також інші алгоритми, які містять більшу кількість формул.